# Cven
Cven je vas v Občini Ljutomer. V njej stojijo velike kmečke hiše, značilne za mursko poljsko aristokracijo. Vas leži na obeh straneh ceste, v porečju nekdanjega rokava Mure v Murici, na nadmorski višini 175m. Na sredi poti med Cvenom in Ljutomerom se odcepi desni krak ceste za Novi Cven. Del naselja okrog šole in zadružnega doma se imenuje Gomila. Na sredi vasi stoji vaška kapela sv. Jožefa iz leta 1867. 
K. O. Cven se razprostira na 520 ha in ima 616 prebivalcev. Leži na mejah Ljutomera, Banovcev in Razkrižja ter je ena največjih vasi na Murskem polju. Cven se prične omenjati v 14. stoletju. Ime je dobil po gradiču Zwengu, ki je bil sprva last gospodov Amanov v 14 stoletju, nato so se lastniki menjavali vse do leta 1704, ko so ga Kruci požgali skupaj z vasjo.
Leta 1875 so bile na Cvenu druge kasaške dirke v takratni Avstro-Ogrski (takoj za Dunajem), saj so v tamkajšnji žrebčarni, ki jo je dala postaviti Marija Terezija, imeli najboljše kasače v Avstro-Ogrski.
Vas je bila nekoč središče občine, imela je tudi pošto in kmetijsko zadrugo... Še vedno v njej stojijo osnovna šola, vrtec, zadružni dom, gasilski dom, športni park,...
Med slovensko osamosvojitveno vojno so teritorialci (katerim je poveljeval Ljubo Dražnik) in miličniki (katerim je poveljeval Jože Makoter) v bližini vasi zaustavili oklepno kolono JLA (iz sestave 32. mehanizirane brigade, katera je imela nalogo prodreti iz Varaždina preko Ljutomerja v Gornjo Radgono), tako da ni mogla prodreti v Ljutomer.
Medijsko razpoznavnost je vas prejela tudi zaradi dejstva, da je bil 25. septembra 1999 v lastni hiši umorjen Janko Makoter; njegov umor še do danes ostaja nerazrešen.